# Голф игрище
Голф игрище се нарича мястото, където се практикува спортът голф. То заема обширна площ, обработена много прецизно съобразно изискванията и правилата, според които се практикува този вид спорт. Площта варира, но е съобразена с броя да дупките, които са позиционирани на самото голф игрище. Релефът също се проектира преди да бъде построено самото игрище. Той е много разнообразен, има неравности и места, покрити с пясък или вода, които са естествени препятствия по пътя на топката към дупките.
Голф игрището може да има от 9 до 18 дупки в зависимост от степента на трудност, която е залегнала при построяването на самото игрище. Придвижването между дупките става чрез малки електрически голф колички.
Стандартното игрище е с размери около 500-600 дка, но по-специалните достигат и до 1600-2000 дка. При построяването им се отнема повърхностният слой почва, релефът се променя. Полага се нов почвен пласт, който е обогатен с торове и третиран с пестициди и хербициди срещу вредители и плевели. Изгражда се система за напояване, създават се изкуствени езера. Теренът се покрива с чимове и се засяват тревни смески от нетипични за региона видове.